# Мейен, Франц Юлиус Фердинанд

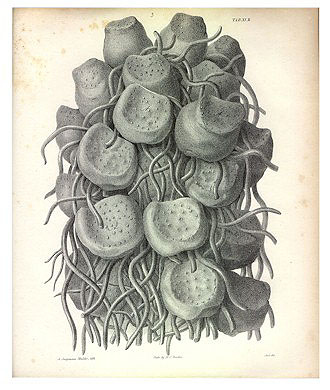
Гравюра в «Ueber die neuesten Fortschrite der Anatomie und Physiologie der Gewächse»

Франц Юлиус Фердинанд Мейен (нем. Franz Julius Ferdinand Meyen; 28 июня 1804, Тильзит — 2 сентября 1840, Берлин) — немецкий ботаник, анатом растений, с 1834 — профессор ботаники в Берлинском университете.

## Жизнь
Родился 28 июня 1804 в Тильзите, умер 2 сентября 1840 в Берлине.
Склонность к ботанике проявил еще в детстве, когда учился в школе в Тильзите. После окончания тильзитской гимназии Мейен обучался в Мемеле на аптекаря, затем в 1821 переехал в Берлин, так как его брат хотел, чтобы он сделал научную карьеру. С 1823 до 1826 изучал медицину в Берлинском университете. В 1826 году Мейен получил докторскую степень доктора медицины. Работал военным хирургом в Берлине, Кёльне, Бонне и Потсдаме. Параллельно занимался биологией и гистологией растений. В 1830 году он написал "Phytotomie" - первый обзор анатомии растений.
По предложению Александра фон Гумбольдта работал судовым врачом на судне "Принцесса Луиза" в кругосветном путешествии с 1830 по 1832 годы. В этом путешествии Мейен собирал коллекцию редких образцов растений и животных и занимался наукой. В ходе путешествия Мейен побывал в Бразилии, Чили, Перу, Боливии, поднимался в Анды, посетил озеро Тикакака, Полинезию,  Китай и Индию. Итогом экспедиции стали многочисленные зоологические и этнографические замечания. Мейен описал много новых видов животных, таких как пингвин Гумбольдта, например. В 1834 году Мейен был назначен адъюнкт-профессором ботаники в Берлинском университете.  В  это время он продолжал свои гистологические исследования растений.   В 1836 году была написана книга «Grundriss der Pflanzengeographie».  В первой части этой работы Мейен разбирает зависимость растительности на климат, а во втором - воздействия почвы на растительность.  В третьем разделе описывается растительность разных зон и регионов. В последнем разделе, Мейен, описывает различные культуры, их происхождение, распространение, выращивание и использование.  В 1840 году Мейен скончался в возрасте 36 лет. В административном районе Берлина Лихтенберге одна из улиц носит имя Франца Мейена. 
В честь Мейена названо несколько видов растений:
- Arundina meyenii Rchb.f.
- Baumea meyenii Kunth
- Diplostephium meyenii Wedd.
- Haplopappus meyenii Walp.
- Lepidium meyenii Walp.
- Poa meyenii Nees
- Polygonum meyenii K.Koch
- Stachys meyenii Walp.

## Основные работы
Экологическая география растений: широкое распространение некоторых растений (хлебные злаки, конский каштан) объяснял их изменяемостью под влиянием климатических условий. Мейен был одним из основателей науки цитология, в частности, он предсказал существование клеточных мембран: «клетка есть пространство, отграниченное вполне замкнутое мембраной». В «Фитотомии» (1830) Мейен описывает растительные клетки, которые «бывают или одиночными, так что каждая клетка представляет собой особый индивид, как это встречается у водорослей и грибов, или же, образуя более высоко организованные растения, они соединяются в более и менее значительные массы». Мейен подчёркивает самостоятельность обмена веществ каждой клетки.

## Основные сочинения
- «Phytotomie» (Б., 1830, с 14 табл.),
- «Ueber die neuesten Fortschrite der Anatomie und Physiologie der Gewächse» (Гаарлем, 1836, с 21 табл.),
- «Ueber die Secrelionsorgane der Pflanzen» (Б., 1837, с 9 табл.), * «Grundriss der Pflanzengeographie» (Берлин: Haude und Spenersche, 1836),
- «Jahresberichte über die Resultate der Arbeiten im Felde der physiologischen Botanik, von den Jahren 1837—1839» (Б., 1837—1840),
- «Neues System der Pflanzenphysiologie» (Берлин, 1837—1839, 3 т., с 15 таблицами),
- «Pflanzenpathologie» (Берлин, 1841).